# La Congolaise
"La Congolaise" (tiếng Kikongo: Besi Kôngo, tiếng Việt: Bài ca Congo) là quốc ca của Cộng hòa Congo. "La Congolaise" được chọn làm quốc ca sau khi Congo độc lập từ Pháp vào năm 1959, sau đó bị thay thế bởi "Les Trois Glorieuses" (quốc ca của Cộng hoà Nhân dân Congo) năm 1969. Sau khi Liên Xô tan rã năm 1991, Cộng hoà Congo và quốc ca "La Congolaise" được khôi phục.

## Lời tiếng Kikongo
Lêlo kukiele, ntângu yitûkidi
Nsi'eto Kôngo yitemokene.
Tômbe kia mpimpa kisukidi,
Kyêse kiakinene beni.
Tuyimbila ye pasa
N'kûng'a kimpwanza.
Mvutu :
Besi Kôngo, konso ntangu tubunda ntulu,
Tuyalangasa bumosi ye kintwâdi kia nsi'eto,
Mana ma kutumwangasanga tuvilakana mo,
Tukala bonso mika mya mbwa,
Tusadila lutumu lua nsi'eto:
Bumosi, Kisalu, Ntomosono! 
Tûka ku mfînda tê ye kuna m'futa,
Tûka ku m'futa te ye kuna m'bur,
N'kâng'umosi, môy'omosi,
Na ngwi muna n'tim'amosi,
Tunwâna mvita bûtuna mu luzingu,
Mu kuma kya nsi'eto ya ndômbe.
Mvutu:
Vo mpe fwa tufweti fwa
Wonga mpia, kadi bâna beto,
Sibata kuakulu nsângu
Muna mvita kaka banunginanga
Ye kuna kônso kônso belo
Si bayimbila ku nsi'a bendela dya nitu tatu.
Mvutu:

## Lời tiếng Pháp
En ce jour le soleil se lève
Et notre Congo resplendit.
Une longue nuit s'achève,
Un grand bonheur a surgi.
Chantons tous avec ivresse
Le chant de la liberté.
Refrain :
Congolais, debout fièrement partout,
Proclamons l'union de notre nation,
Oublions ce qui nous divise,
Soyons plus unis que jamais,
Vivons pour notre devise:
Unité, travail, progrès! 
Des forêts jusqu'à la savanne,
Des savannes jusqu'à la mer,
Un seul peuple, une seule âme,
Un seul cœur, ardent et fier,
Luttons tous, tant que nous sommes,
Pour notre vieux pays noir.
Refrain:
Et s'il nous faut mourir, en somme
Qu'importe puisque nos enfants,
Partout, pourront dire comme
On triomphe en combattant,
Et dans le moindre village
Chantent sous nos trois couleurs.
Refrain:

## Dịch sang tiếng Việt
Ngày ấy, ánh mặt trời tỏa sáng
Và đất Congo ta rực rỡ.
Màn đêm đen tối không còn nữa,
Đại phúc tới gần với chúng ta.
Hãy cùng hát trong niềm vui cuồng nhiệt
Khúc ca của tự do
Điệp khúc:
Tiến lên, những con người Congo tự hào,
Tuyên ngôn cho sự thống nhất của đất nước,
Hãy quên đi những gì đã chia rẽ chúng ta,
Và ngày càng đoàn kết hơn nữa,
Hãy sống với tiêu ngữ của chúng ta:
"Đoàn kết, Lao động, Tiến bộ".
Từ rừng rậm tới savan,
Từ savan tới đại dương,
Một con người, một linh hồn,
Một trái tim, bốc lửa và đầy tự hào,
Mỗi người chúng ta, hãy cùng chiến đấu,
Cho Tổ quốc đen cổ kính của chúng ta.
Điệp khúc:
Và nếu chúng ta phải chết
Không thành vấn đề, những người con của Tổ quốc,
Mọi người đều có thể nói rằng,
Chiến thắng đến từ chiến đấu,
Và ngôi làng nhỏ bé
Hát vang trên ngọn cờ tam tài.
Điệp khúc: